# Hilton Head Classic
L'Hilton Head Classic è stato un torneo femminile di tennis che si disputava a Charlotte negli USA.

## Albo d'oro

### Singolare
| Anno | Campionessa          | Finalista        | Punteggio     |
| ---- | -------------------- | ---------------- | ------------- |
| 1973 | Margaret Smith Court | Chris Evert      | walkover      |
| 1974 | Chris Evert          | Virginia Wade    | 6-1, 6-3      |
| 1975 | Chris Evert          | Evonne Goolagong | 6-1, 6-1      |
| 1976 | Evonne Goolagong     | Virginia Wade    | 6-3, 6-4      |
| 1977 | Virginia Wade        | Evonne Goolagong | 6-4, 6-7, 6-3 |

### Doppio
| Anno | Campionesse                 | Finalista                         | Punteggio     |
| ---- | --------------------------- | --------------------------------- | ------------- |
| 1975 | Rosie Casals Chris Evert    | Evonne Goolagong Virginia Wade    | 7–5, 6–1      |
| 1976 | Sue Barker Evonne Goolagong | Martina Navrátilová Virginia Wade | 6-4, 4-6, 6-3 |
| 1977 | Evonne Goolagong Kerry Reid | Dianne Fromholtz Virginia Wade    | 6-2, 3-6, 6-4 |